# كمال الدين بهزاد
كمال الدين بِهْزاد (نحو 854 - نحو 941 هـ / نحو 1450 - نحو 1535 م) هو مصور منمنمات ، من أهل هراة.
درس التصوير على يد بير سيد أحمد التبريزي وعلى ميرك نقاش. عينه الشاه إسماعيل مديراً للمكتبة الملكية.

## معرض الصور

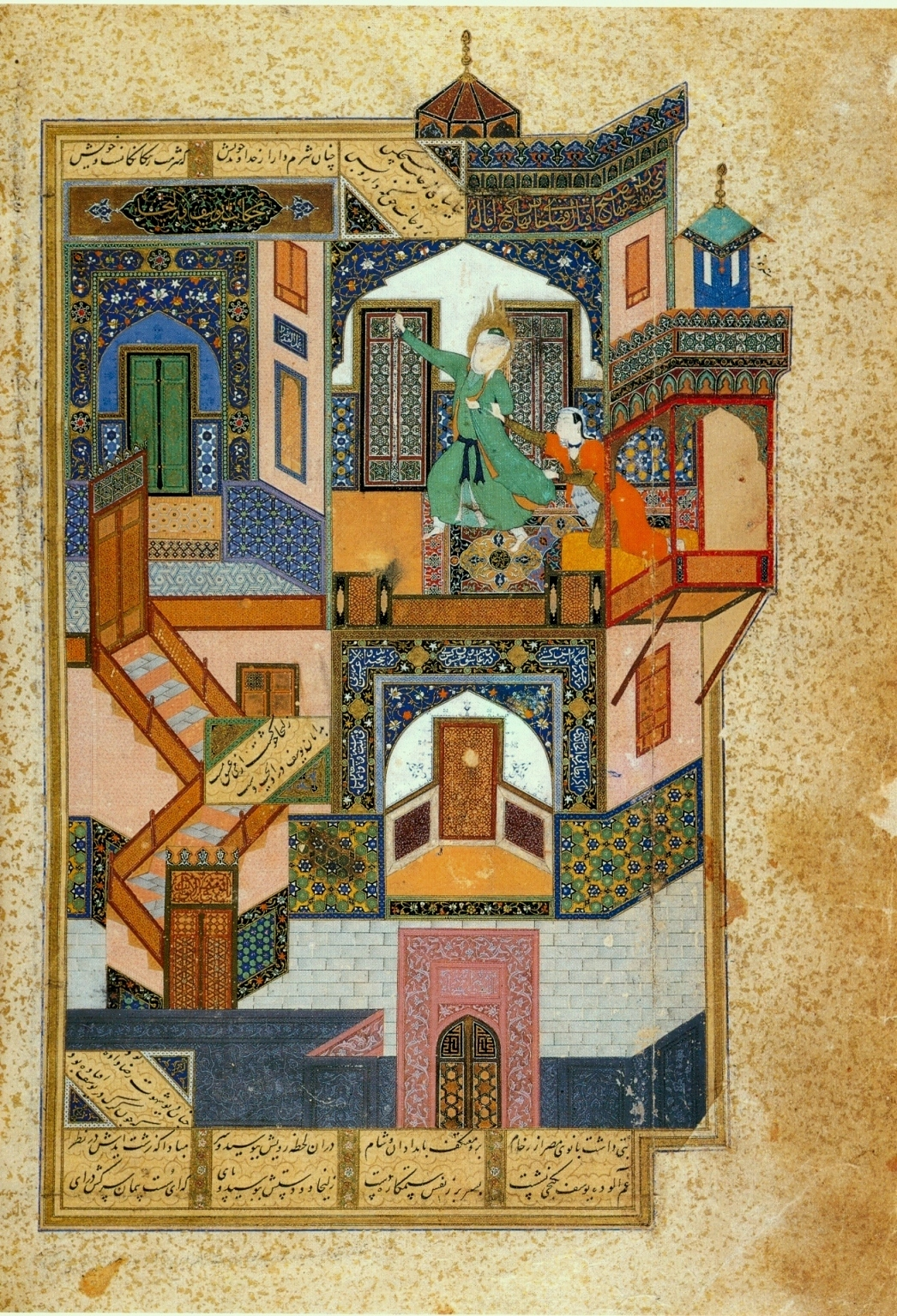
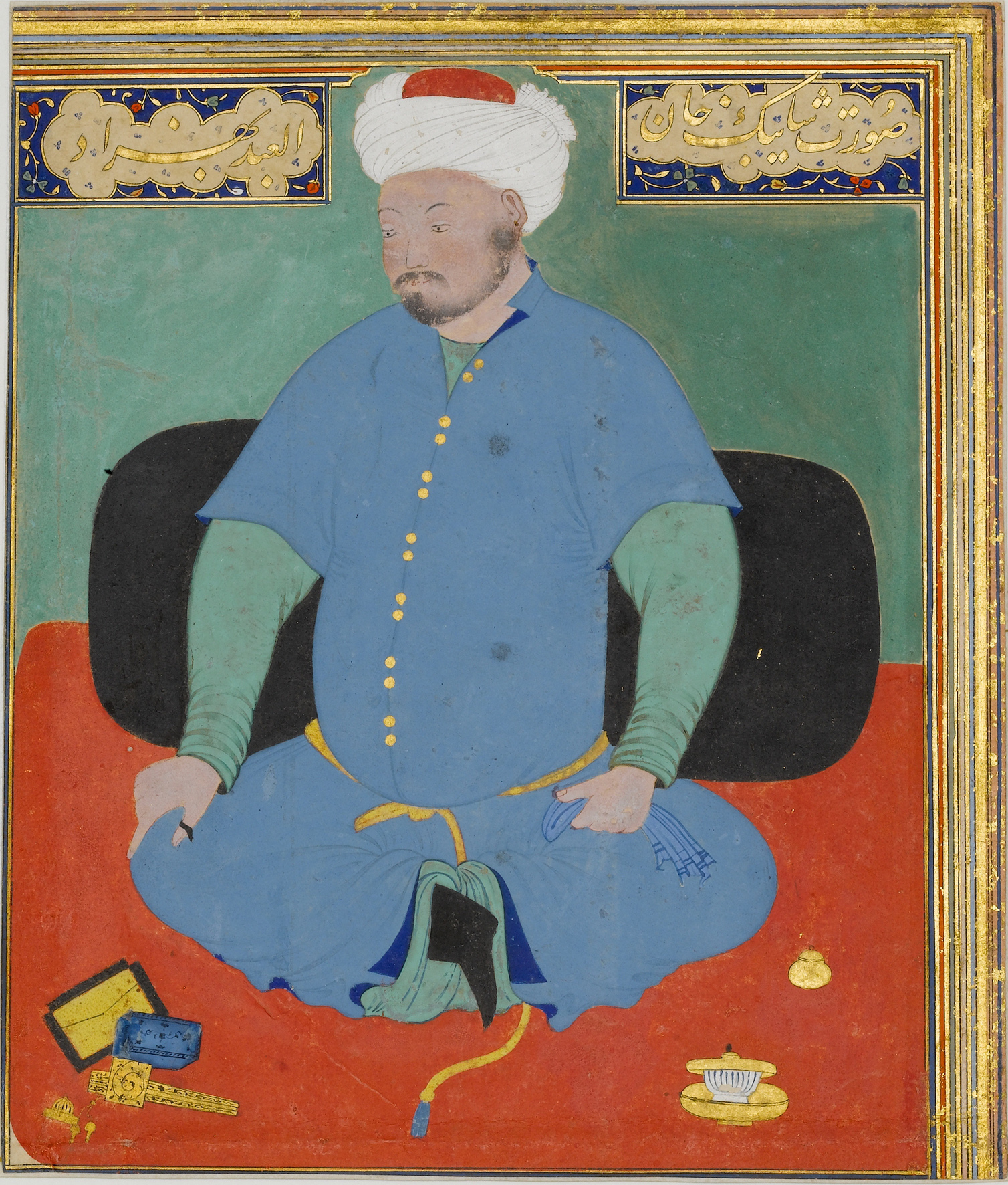
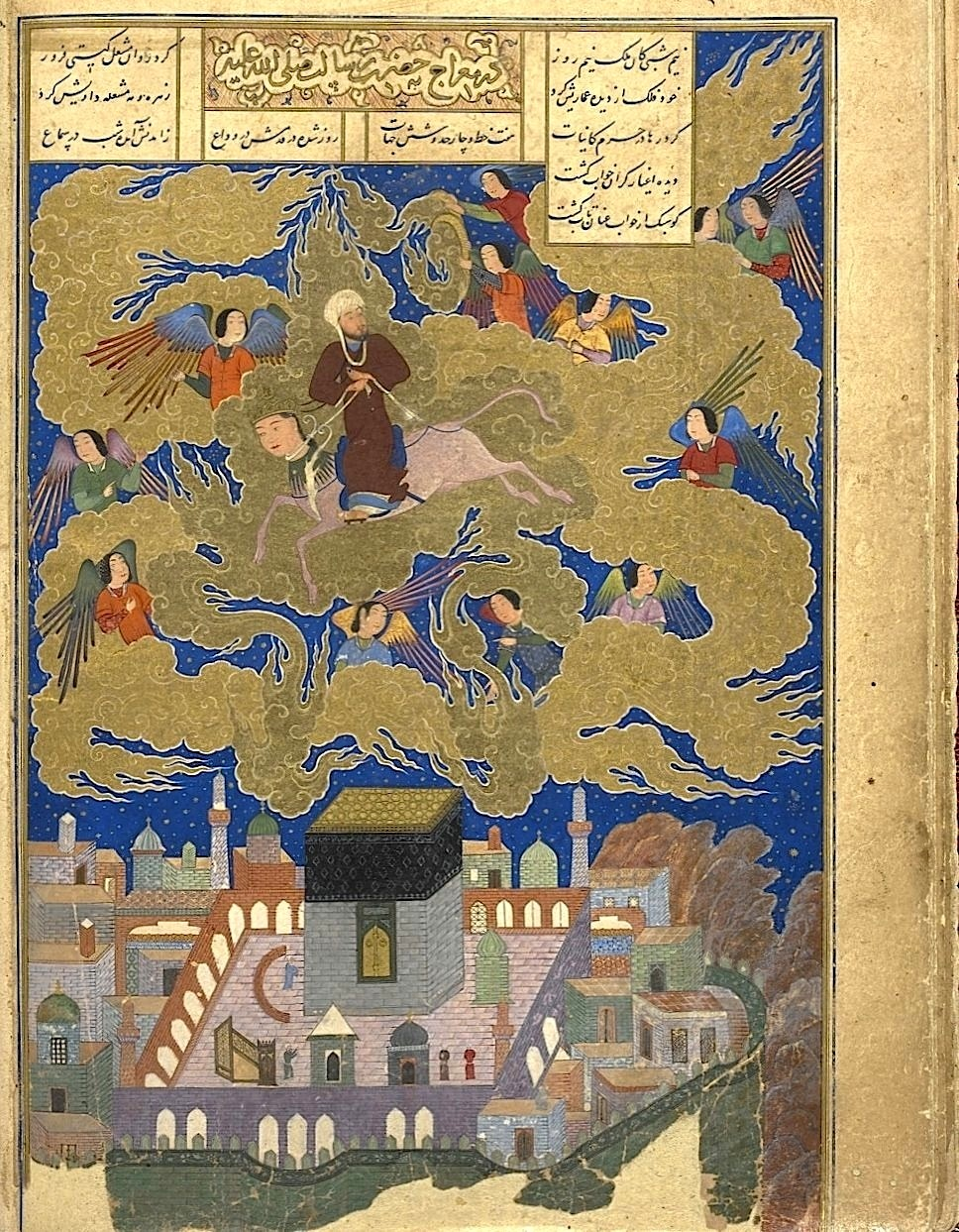
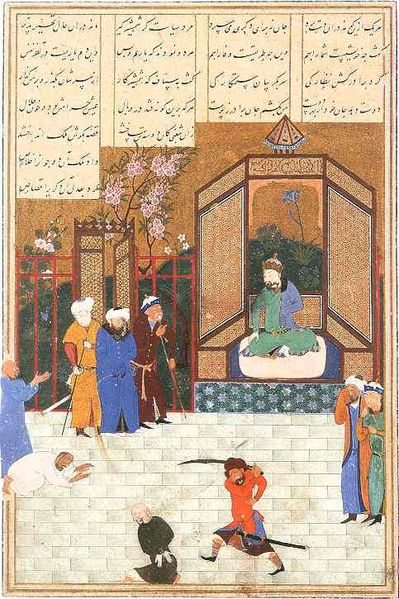
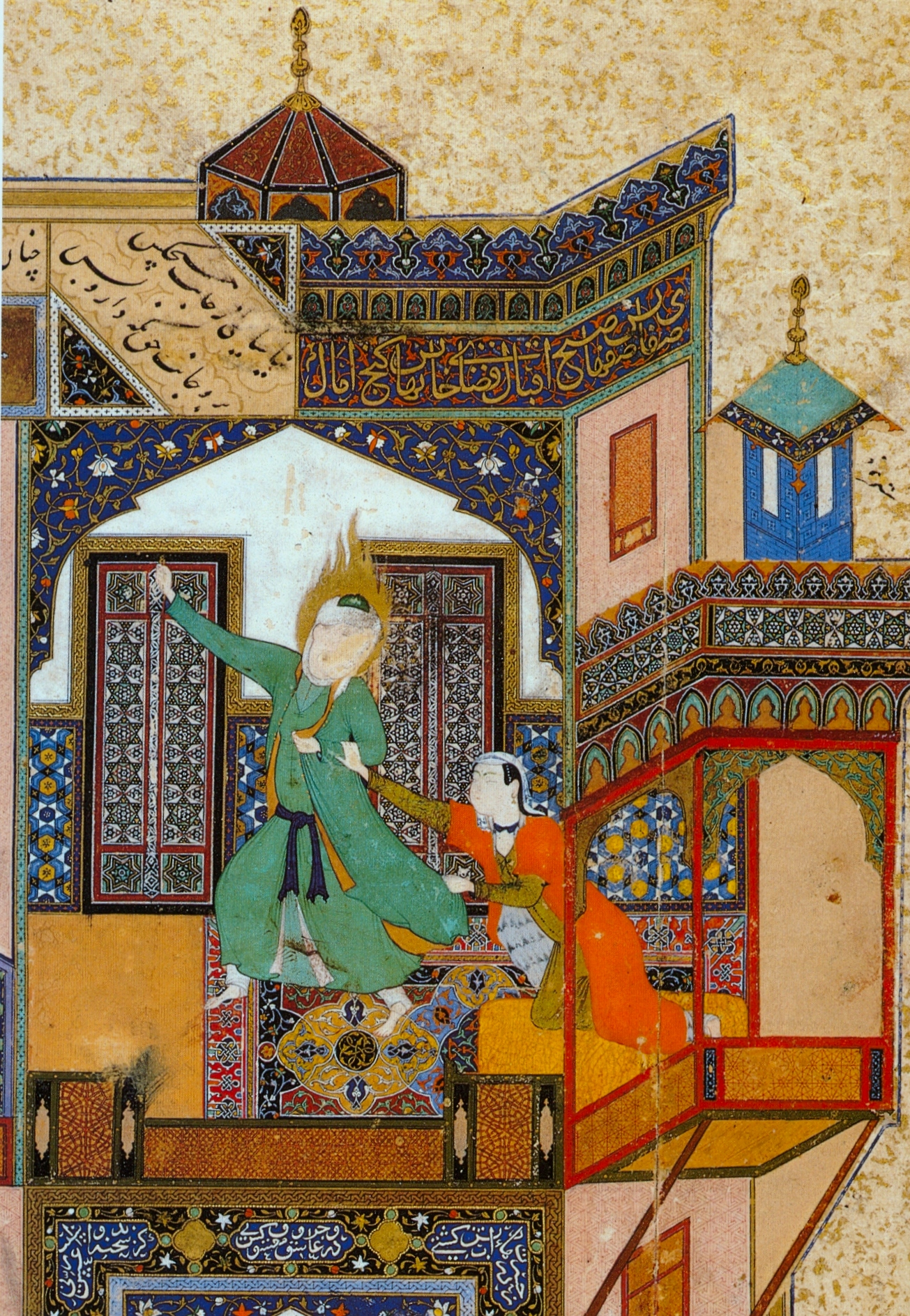
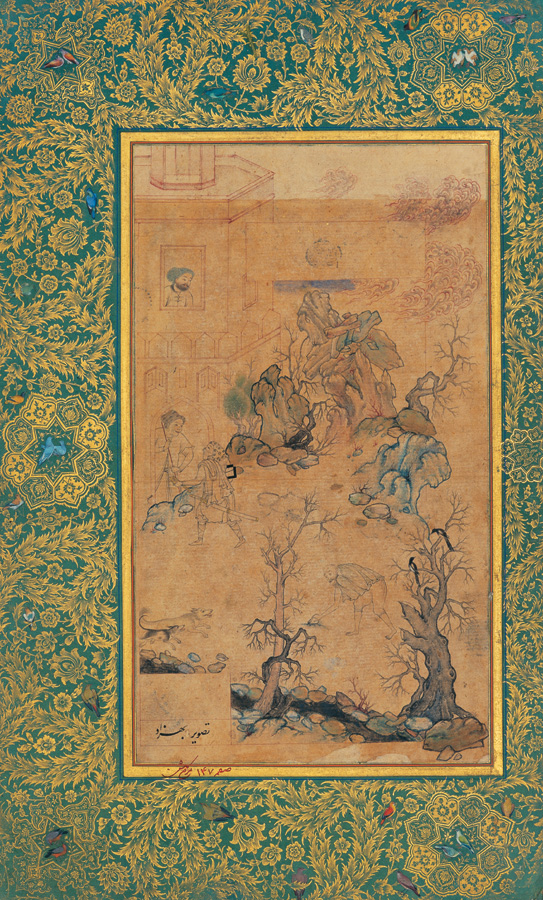
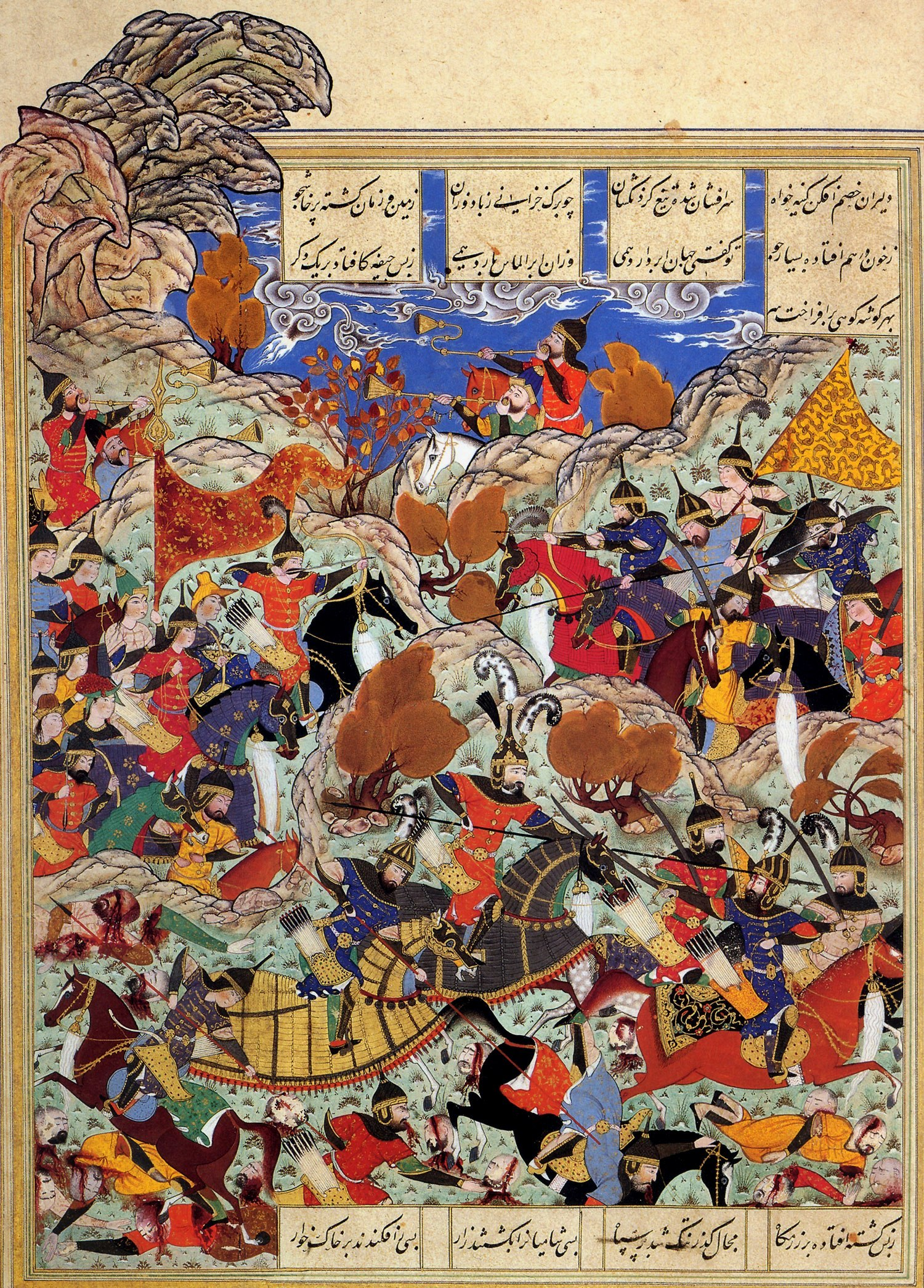
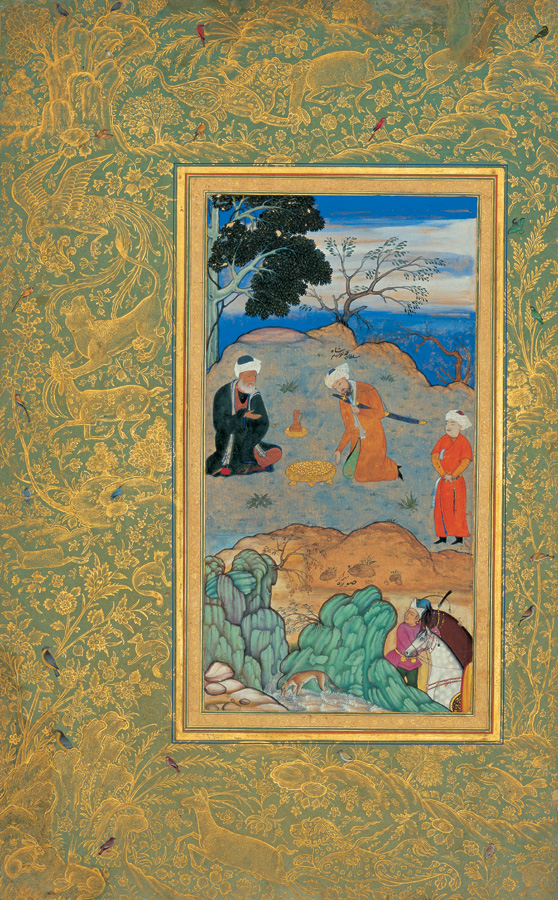
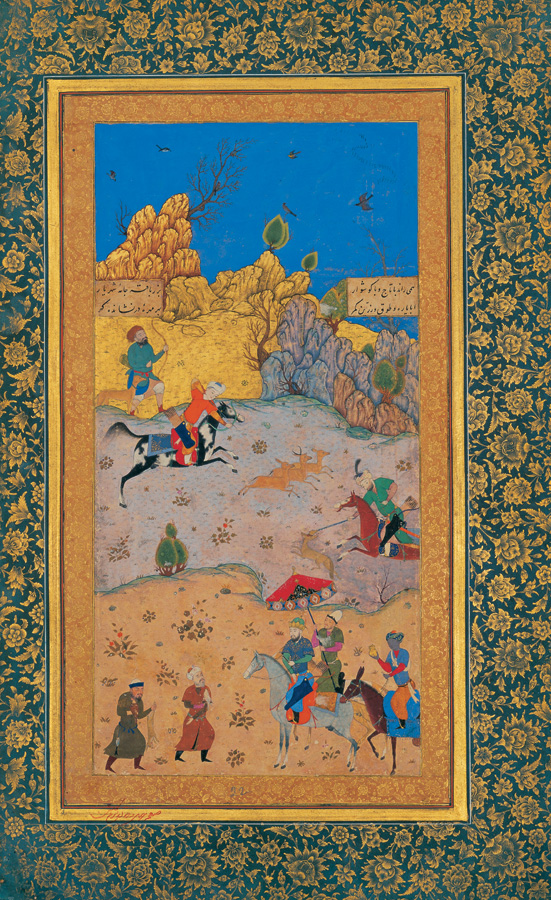
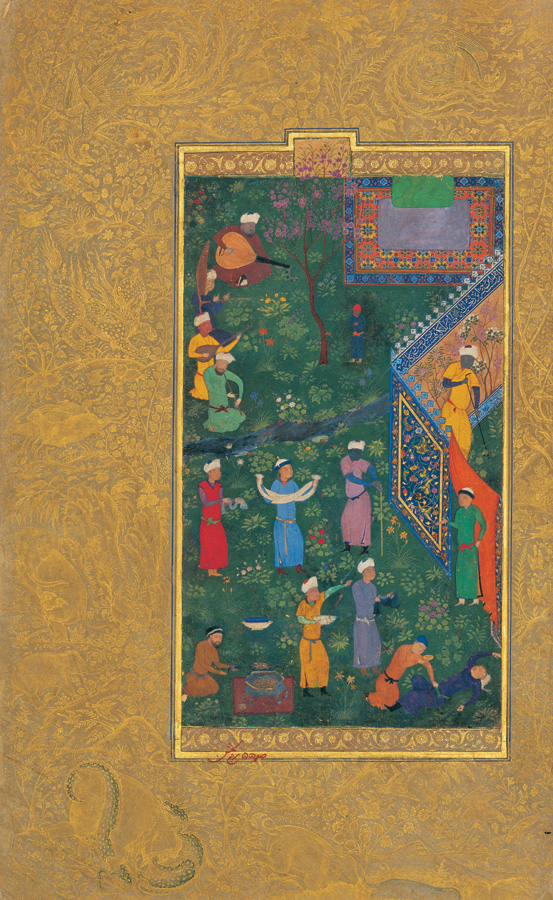
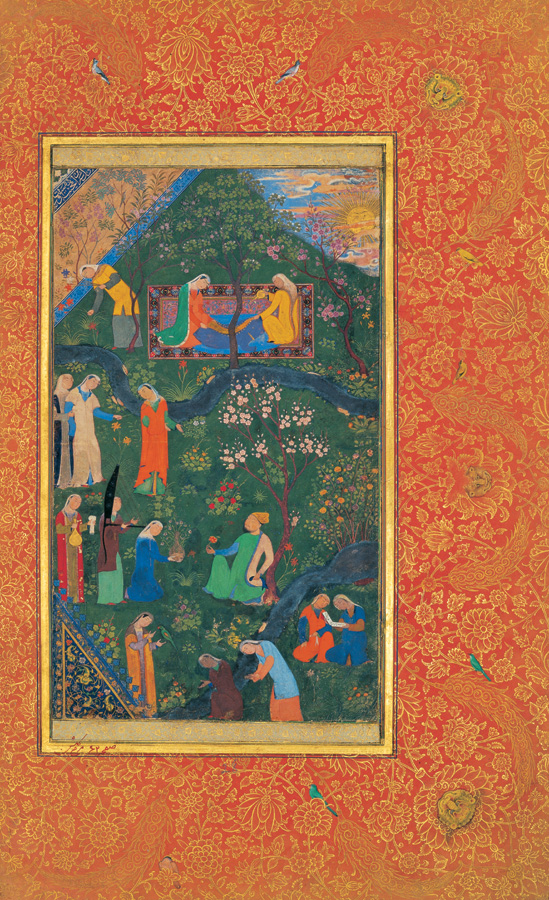
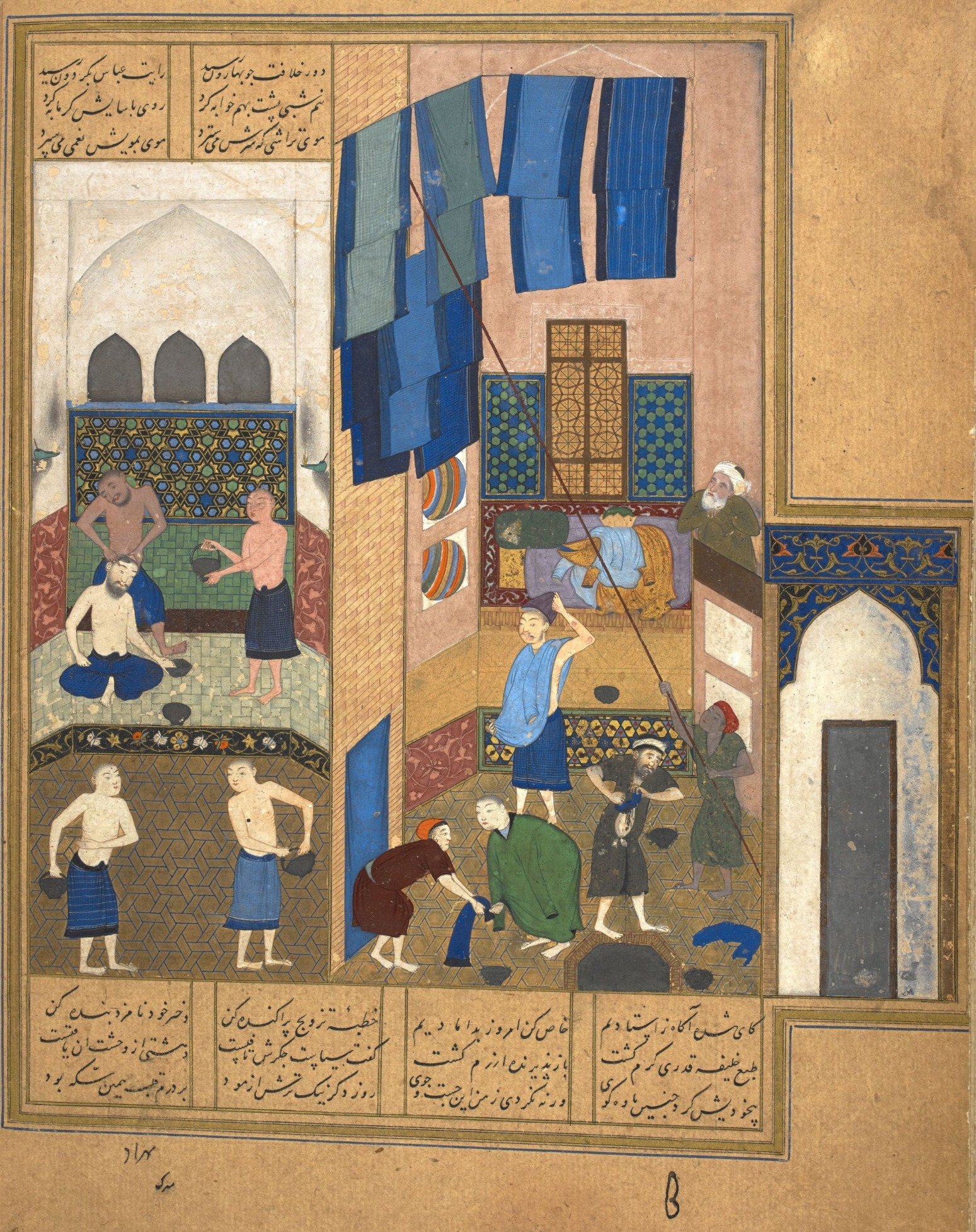
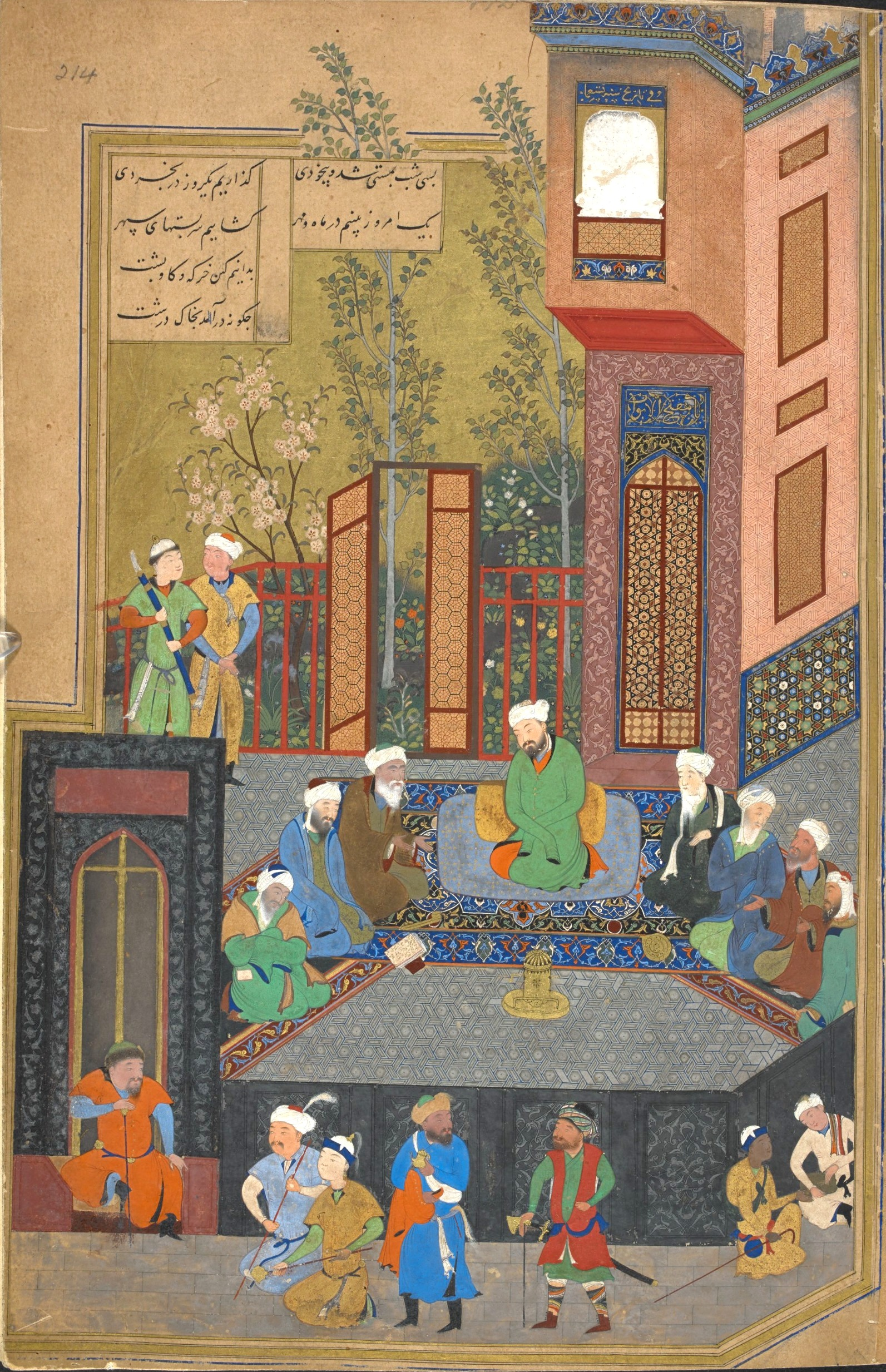
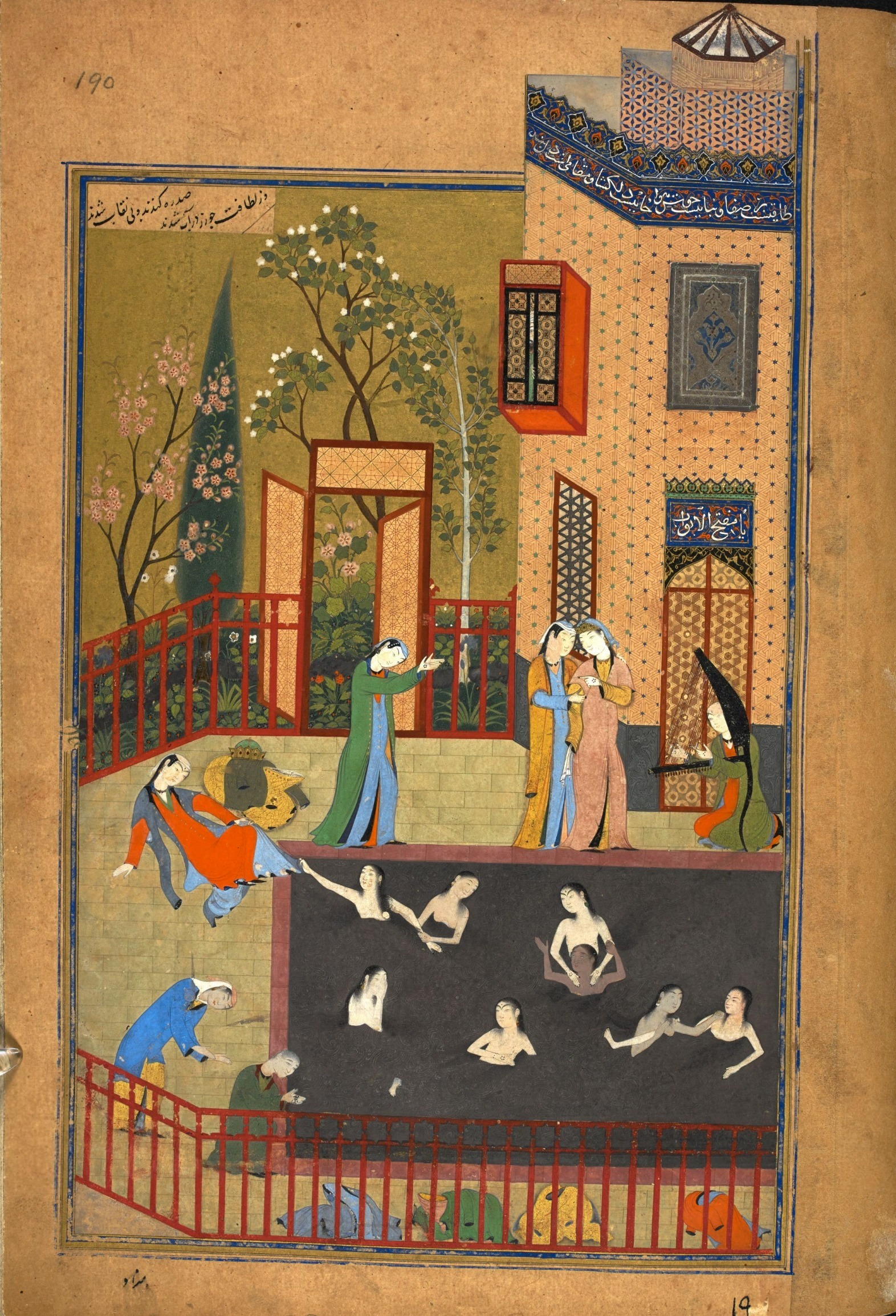
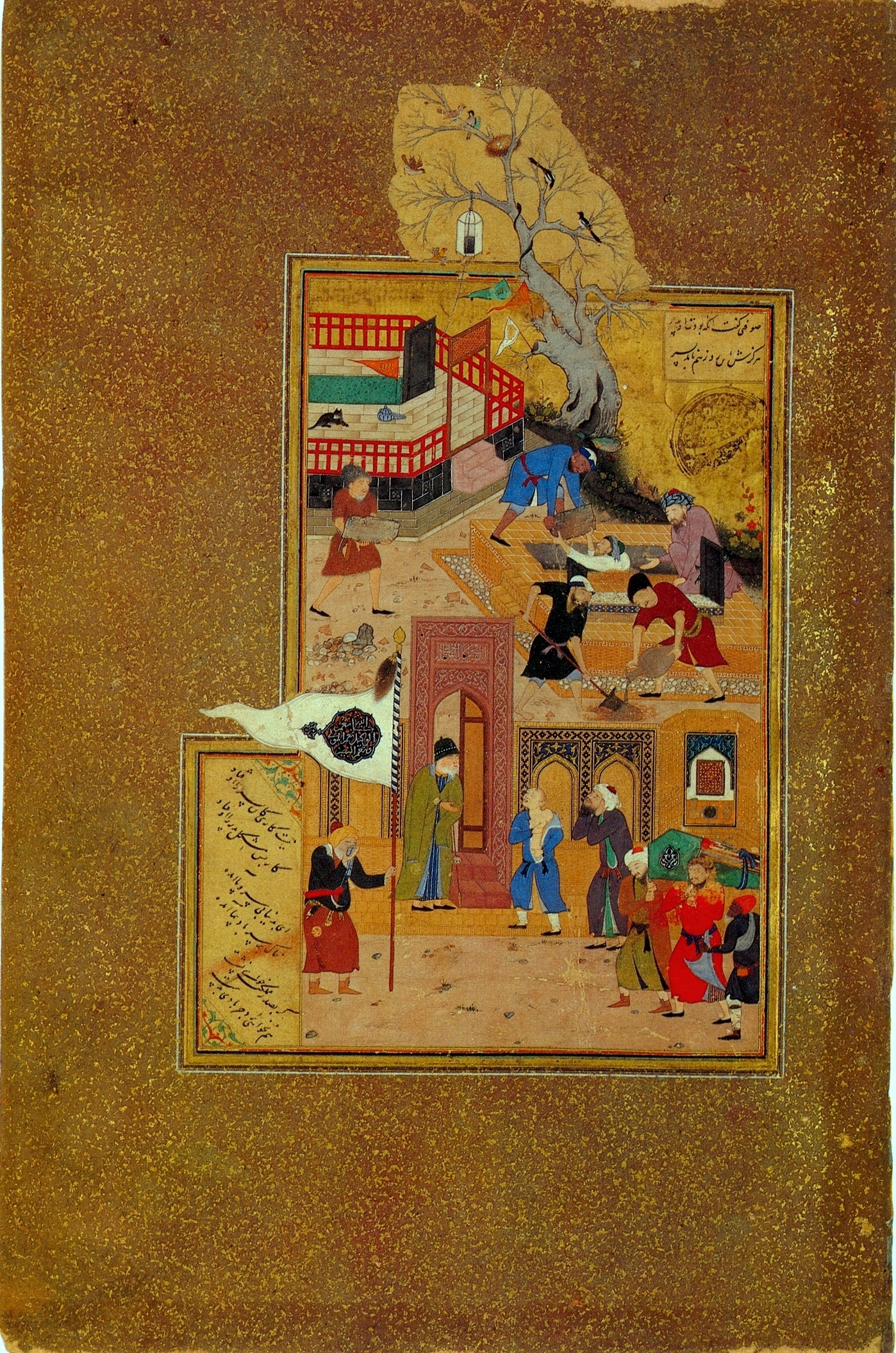
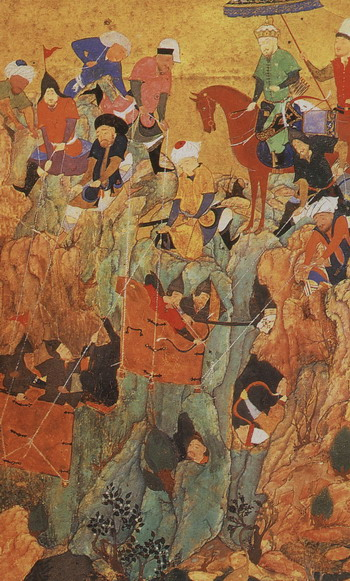
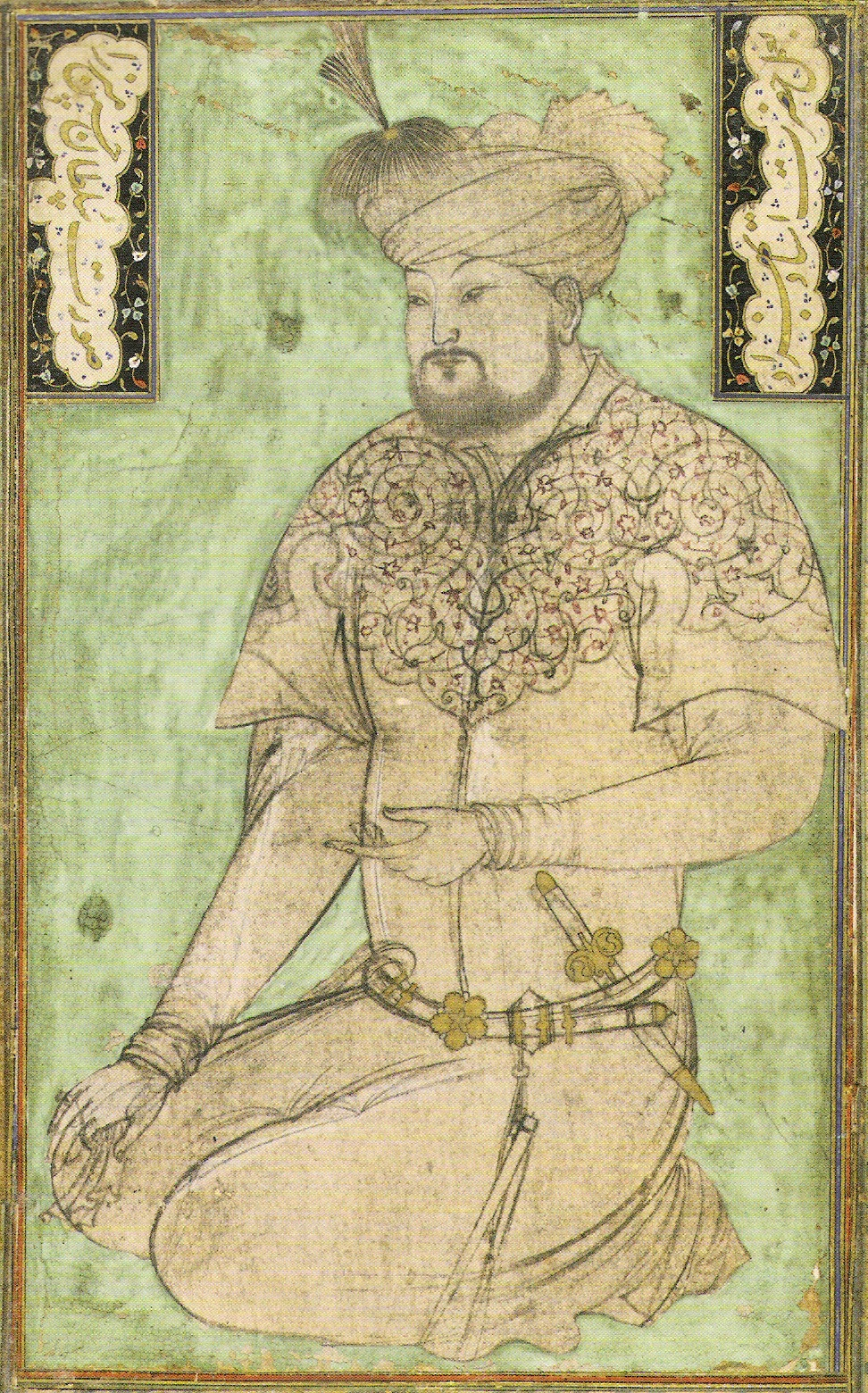

## للاستزادة
- «التصوير وأعلام المصورين في الإسلام» صفحة 25 - تألبف زكي محمد حسن. القاهرة: مؤسسة هنداوي للتعليم والثقافة 2012 م.